# 1878 en Suisse
Chronologie de la Suisse
- 1874
- 1875
- 1876
- 1877
- 1878
- 1879
- 1880
- 1881
- 1882

Chronologie de la Suisse
1877 en Suisse - 1878 en Suisse - 1879 en Suisse

## Gouvernement au1erjanvier 1878
- Conseil fédéral[1]
  - Karl Schenk (PRD), président de la Confédération
  - Bernhard Hammer (PRD), vice-président de la Confédération
  - Emil Welti (PRD)
  - Numa Droz (PRD)
  - Joachim Heer (PRD)
  - Fridolin Anderwert (PRD)
  - Johann Jakob Scherer (PRD)

## Évènements

### Janvier
Mardi 1er janvier 
- Fermeture, par les autorités valaisannes, du Casino de Saxon-les-Bains (VS), salle de jeux célèbre dans toute l'Europe.
- Entrée en vigueur de la Loi fédérale complétant la loi sur les traitements des fonctionnaires fédéraux, du 2 août 1873.

### Février
Samedi 9 février 
- Le canton du Tessin abandonne le principe de la rotation pour les sessions du parlement. Elles se dérouleront désormais exclusivement à Bellinzone qui devient ainsi le chef-lieu du canton.

 Lundi 18 février 
- La Confédération décide d’étendre le monopole d’Etat à la téléphonie.

### Avril
Lundi 15 avril 
- Entrée en vigueur de la loi fédérale concernant l'exercice des professions de médecin, de pharmacien et de vétérinaire dans la Confédération suisse.

### Mai
Lundi 13 mai 
- Ouverture à Berne de la Conférence internationale pour l’élaboration d'une convention en matière de transports par chemins de fer.

### Juin
Samedi 15 juin 
- Entrée en vigueur de la loi fédérale concernant la police des chemins de fer.
- Entrée en vigueur de la loi fédérale suspendant l'exécution de diverses dispositions de la loi sur l'organisation militaire fédérale.

 Dimanche 30 juin 
- Début de la commémoration, à Genève, du centenaire de la mort de Jean-Jacques Rousseau.

### Juillet
Lundi 1er juillet 
- Ouverture de la ligne ferroviaire Loèche-Brigue (VS).

 Samedi 20 juillet 
- Décès à Saxon, à l’âge de 44 ans, du poète Louis Gross.

### Août
Jeudi 1er août 
- Décès à Bex (VD), à l’âge de 65 ans, du médecin et naturaliste Hermann Lebert.

 Samedi 3 août 
- Début de la Fête fédérale de gymnastique à Saint-Gall.

### Octobre
Samedi 15 octobre 
- Entrée en vigueur de la loi fédérale sur la taxe d'exemption du service militaire.

 Vendredi 28 octobre 
- Décès à La Chaux-de-Fonds (NE), à l’âge de 91 ans, de Pierre-Frédéric Ingold, pionnier de la fabrication mécanique de la montre.

### Novembre
Mercredi 6 novembre 
- Décès au Petit-Saconnex, à l’âge de 84 ans, de James Fazy, fondateur du Journal de Genève.

### Décembre
Lundi 23 décembre 
- Décès, à l’âge de 53 ans, du conseiller fédéral Johann Jakob Scherer (PRD, ZH).